# Daegang-myeon, Namwon
Daegang-myeon (koreanska: 대강면)  är en socken i den södra delen av Sydkorea. Den ligger i kommunen Namwon i provinsen Norra Jeolla, 245 km söder om huvudstaden Seoul.